# 威廉·伍佛

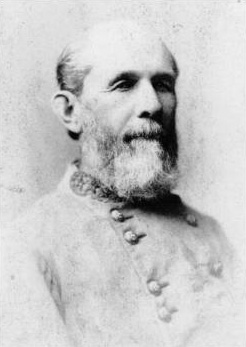
威廉·伍佛

威廉·伍佛(William T. Wofford)是南北戰爭期間的邦聯將領，為隆史崔特的重要手下之一。

## 生平

### 戰前
1824年6月28日伍佛生於喬治亞州的哈伯沙姆郡，1841年於西點軍校畢業。
伍佛亦參與了美墨戰爭。

### 戰時

#### 內戰之始
伍佛雖然反對南方分裂，但都是加入了邦聯軍隊，為佐治亞州第十八步兵團的指揮。其間參與了約克鎮之役，七松坡之役，半島會戰，第二次牛奔河之役，沙斯堡之役等等。
在弗德堡之役中，伍佛的上司因傷退出，伍佛成為淮將，指揮軍旅。

#### 蓋茨堡之役
在葛底斯堡之役次日，伍佛麾下之伍佛旅持續攻擊麥田公路，一度奪下礫石山，但遭北軍援兵擊退。該日之1,355人中有36人死亡，207人受傷，112人失蹤。

#### 內戰末年
伍佛跟隨隆史崔特到了西部戰場(主要是田納西州以及佐治亞州)作戰，效力田納西軍團，亦參與了奇克莫加之役。隨後返回維吉尼亞州，參與了莽原之役、史波特斯凡尼亞郡府之役、北安娜之役、冷港之役等。

### 戰後
伍佛在戰後一直活躍於民主黨的政治活動。死於1884年5月22日。

## 外部連結
http://www.gdg.org/Research/OOB/Confederate/July1-3/wwofford.html （页面存档备份，存于）